# Xavier Leitl
Xavier Leitl es un deportista alemán que compitió para la RFA en bobsleigh. Ganó una medalla de oro en el Campeonato Mundial de Bobsleigh de 1951, en la prueba cuádruple.

## Palmarés internacional
| Campeonato Mundial | Campeonato Mundial    | Campeonato Mundial | Campeonato Mundial |
| Año                | Lugar                 | Medalla            | Prueba             |
| ------------------ | --------------------- | ------------------ | ------------------ |
| 1951               | Alpe d'Huez (Francia) | Medalla de oro     | Cuádruple          |